# Pikelinia mahuell
Pikelinia mahuell är en spindelart som beskrevs av Ramírez och Cristian J. Grismado 1997. Pikelinia mahuell ingår i släktet Pikelinia och familjen Filistatidae. Inga underarter finns listade i Catalogue of Life.